# FREEDOM (小柳ゆきのアルバム)
『FREEDOM』（フリーダム）は、1999年11月25日にワーナーミュージック・ジャパン/DREAM MACHINEから発売された小柳ゆき1枚目のオリジナル・アルバム。

## 概要
- 「あなたのキスを数えましょう 〜You were mine〜」含むデビュー・アルバム。

## 収録曲
作詞・作曲・編曲：中崎英也（特記以外）
1. あなたのキスを数えましょう 〜You were mine〜 <album version>
  - 作詞：高柳恋
  - 1stシングルのアルバムバージョン
2. Orange love
  - 作詞：小柳ゆき　作曲・編曲：村島一郎
3. the place for two mind
  - 作詞：樋口侑　編曲：原一博
4. melodies
  - 作詞：樋口侑　作曲・編曲：今井了介
5. boy
  - 作詞：樋口 侑　編曲：寺田創一
  - 4thシングル「愛情/can't hold me back」に新規アレンジ「H.N Version」を収録。
6. Shinin' day
  - 編曲：村島一郎
7. I don't wanna be crazy
8. a gap of heart
  - 作詞：小柳ゆき
9. infinity
10. be tomorrow
  - 作詞：小柳ゆき
11. fairyland <album version>
  - 作詞：trans@k　作曲：L・SOUL　編曲：柿崎洋一郎
  - 2ndシングル
12. [bonus track] Shinin' day <neeeza mix>
  - 編曲：村島一郎
13. [bonus track] fairyland <4836 re-mix>
  - 作詞：trans@k　作曲：L・SOUL　編曲：斉藤仁